# ژان باتیست پرن
ژان باتیست پرن (به فرانسوی: Jean Baptiste Perrin) (زاده ۳۰ سپتامبر ۱۸۷۰ – درگذشته ۱۷ آوریل ۱۹۴۲) فیزیک‌دان و برنده جایزه نوبل فرانسوی بود.
او در شهر لیل، فرانسه به دنیا آمد و فرزند یک ارتشی بود. او در سال ۱۸۹۷ دکترا گرفت. او به خاطر تلاش‌هایش در زمینه پژوهش بر روی ناپیوستگی در ساختار ماده و به ویژه کشف تعادل رسوب‌گذاری در سال ۱۹۲۶ مفتخر به دریافت جایزه نوبل گردید.
سیارک ۸۱۱۶ به افتخار وی نام‌گذاری شده‌است.